# 長島久米太
長島久米太（ながしま くめだ、文政12年（1829年） - 安政4年11月3日（1857年12月18日））とは日本の柔術家、書家である。

## 経歴
文政12年（1829年）徳島佐古町で生まれる。天神真楊流の長島直吉の子である。
父長島直吉より天神真楊流を学び出藍の誉れがあった。
書を好み、北越の書家北樵に学び能書を以って広く知られた。